# Gänseliesel

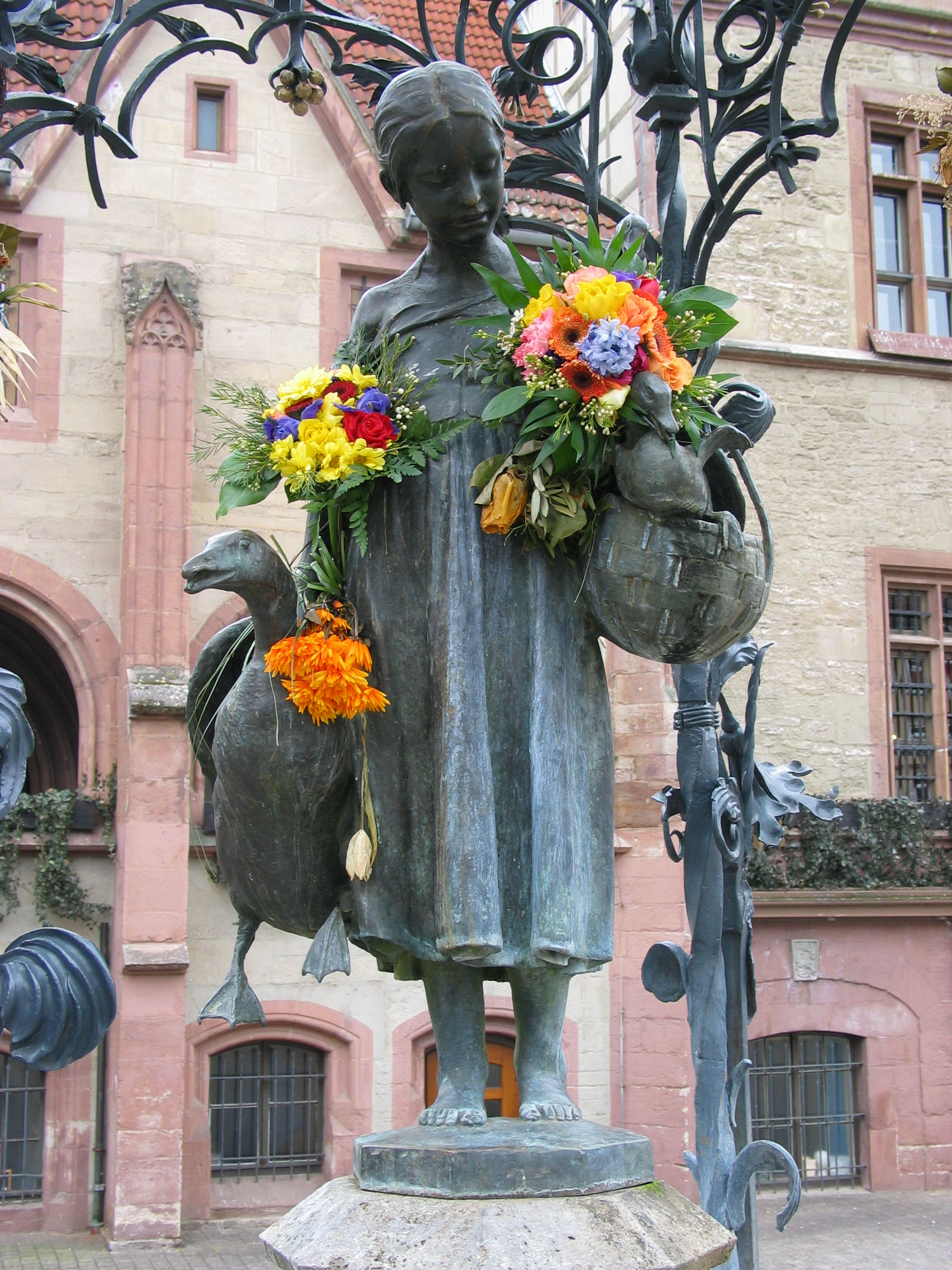
La Gänseliesel de Göttingen

La Gänseliesel (littéralement: « Lison aux oies ») est une figure de sculpture ou de peinture largement thématisée dans les pays germanophones. Elle représente une fillette ou une jeune fille, accompagnée d'oies qu'elle amène au marché ou à la mare. On la trouve comme élément décoratif de fontaines ou de maisons, ou bien de peintures de scènes villageoises. La Gänseliesel de Göttingen (1901) est un symbole traditionnel des étudiants de la ville et la plus connue de ces statues.

## Exemples

### La Gänseliesel de Göttingen

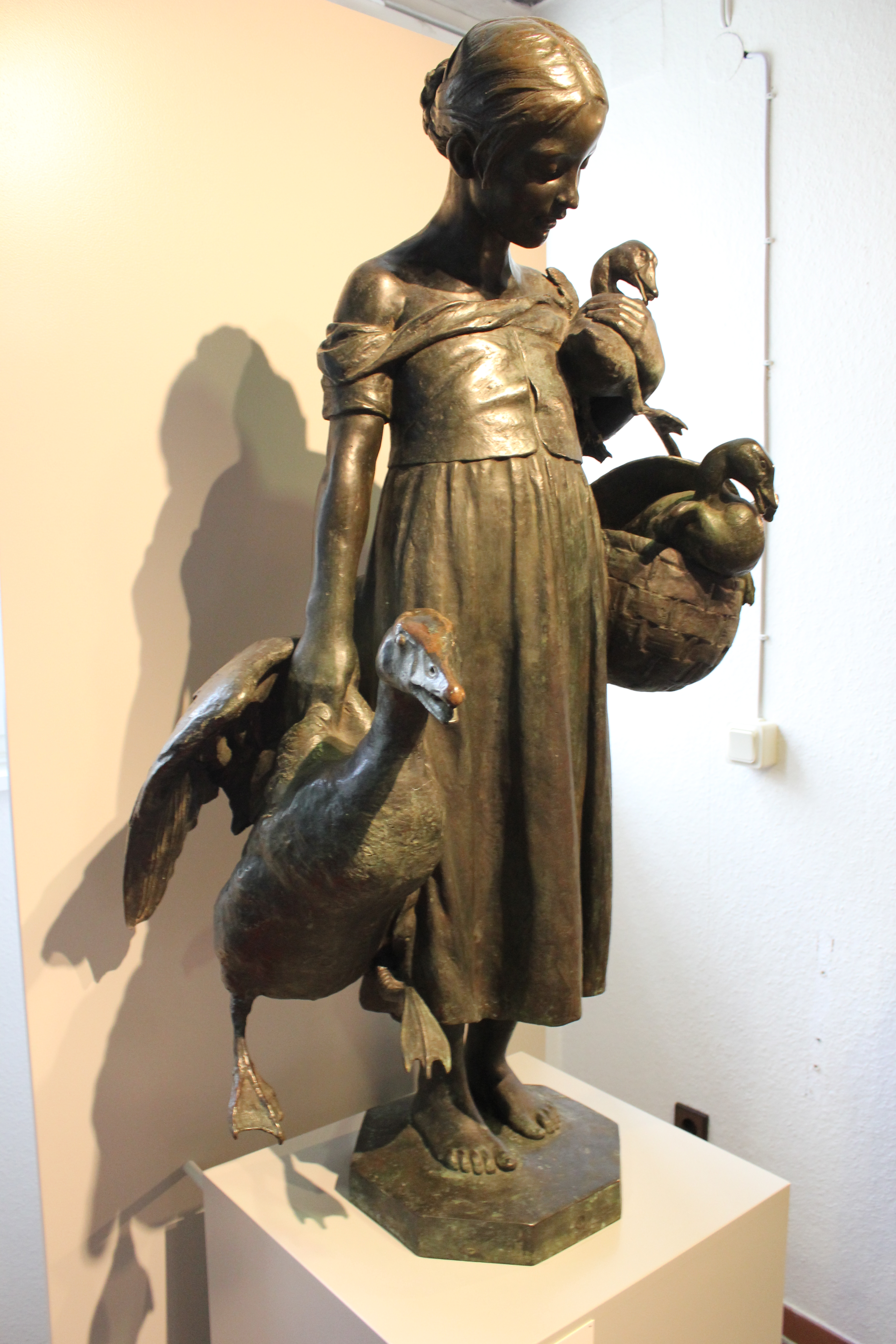
La Gänseliesel de Göttingen (l'original)

Cette statue de bronze est le symbole de cette ville universitaire depuis 1901. Elle se trouve au-dessus de la fontaine située en face de l'hôtel de ville. C'est une copie depuis 1990, l'original étant au musée de la ville. C'est l'œuvre du sculpteur Paul Nisse, pour une fontaine dessinée par Heinrich Stöckhardt. Le bourgmestre de la ville avait lancé un concours en 1898 et la première place était revenue à un autre projet, mais finalement c'était celui de la fillette aux oies qui avait été retenu après de longs débats qui eurent pour résultat l'absence volontaire des magistrats de la ville à son inauguration.
Diverses traditions étudiantes existent ou ont existé à l'égard de cette sculpture, comme l'obligation pour les étudiants nouvellement inscrits de lui donner un baiser. Cette habitude qui est accompagnée de joyeux chahuts est finalement critiquée par la municipalité qui verbalise en 1926 le franchissement de la clôture de la fontaine et le baiser donné...Inutile de préciser que cela excite encore plus la témérité des jeunes gens. Ainsi, le jeune comte Henckel von Donnersmarck est condamné à payer dix Reichsmark. L'étudiant en droit réclame devant le tribunal de Göttingen la « liberté du baiser », c'est-à-dire de le déposer sur les lèvres de la statue de bronze. L'affaire est portée à Berlin qui confirme l'interdiction, mais dans les faits plus personne ne sera verbalisé, après ces échanges juridiques plutôt ridicules. C'est ainsi que la Gänseliesel est la jeune fille qui reçoit le plus de baisers au monde. Depuis quelques décennies, ce ne sont plus les étudiants nouvellement inscrits qui lui portent leurs baisers, mais ceux qui ont terminé leurs études et surtout leur doctorat. Ils lui laissent aussi quelques fleurs. Ce n'est qu'au centenaire de la statue que le conseil de la ville a enfin officiellement levé l'interdiction du baiser de 1926 !

### La Gänseliesel de Hanovre

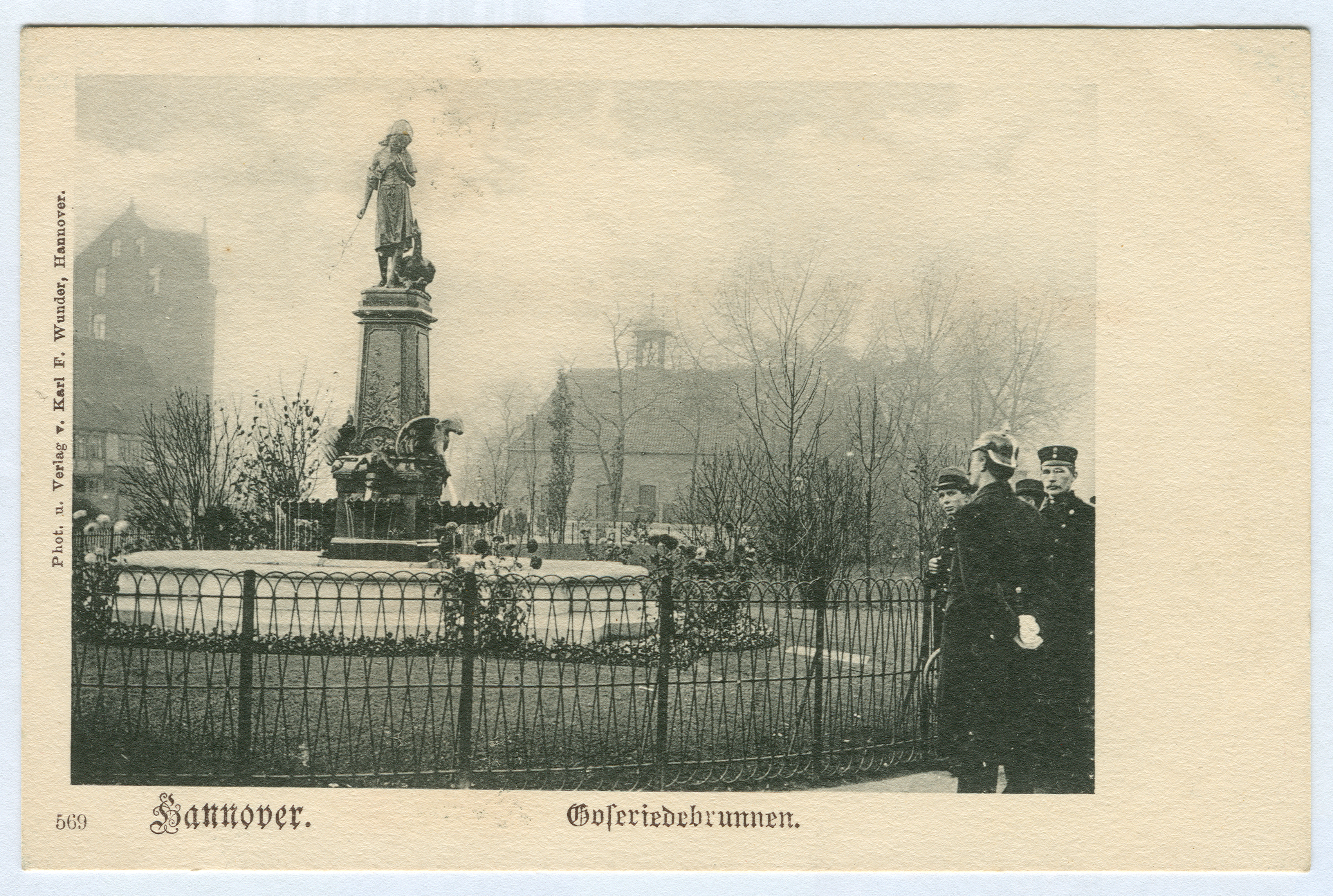
La Goseriedebrunnen en 1898
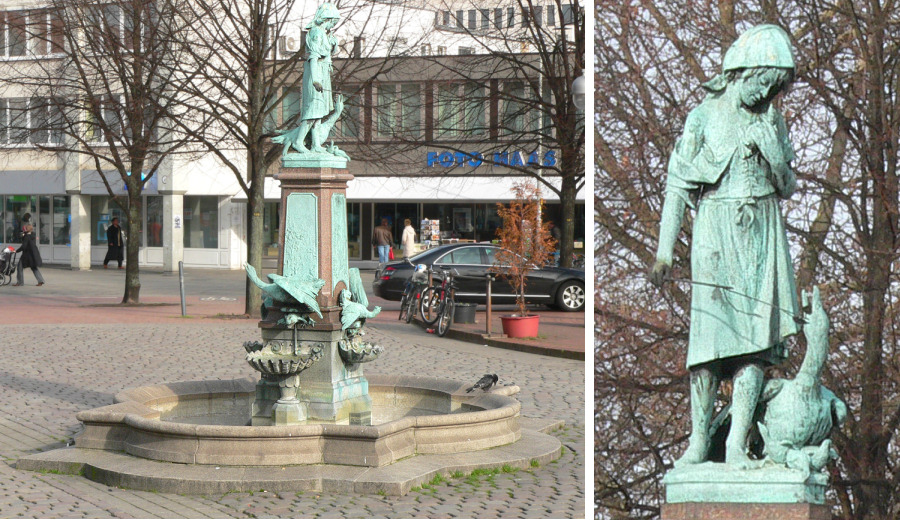
Vue de la Lison aux oies de Hanovre aujourd'hui

Cette fontaine est l'œuvre en 1898 de Carl Dopmeyer et se trouve au nord de la Steintorplatz depuis 1984. Elle était à l'origine entourée d'une barrière sur une pelouse en face de la Nikolaikapelle.

### La Gänseliesel de Monheim-sur-le-Rhin
La ville de Monheim-sur-le-Rhin possède une Lison aux oies dans ses armoiries, depuis 1939. Elle a été dessinée par l'héraldiste Wolfgang Pagenstecher d'après le sceau de Johann Wilhelm Aschenbroich, bailli en 1791.
Une statue de bronze de la Gänseliesel se trouve au-dessus de la fontaine devant l'hôtel de ville, œuvre en 1937 de Julius Haigis.

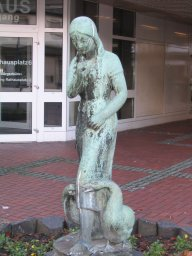
La Lison aux oies de Monheim
Blason de Monheim-sur-le-Rhin

### La Gänseliesel de Wilmersdorf

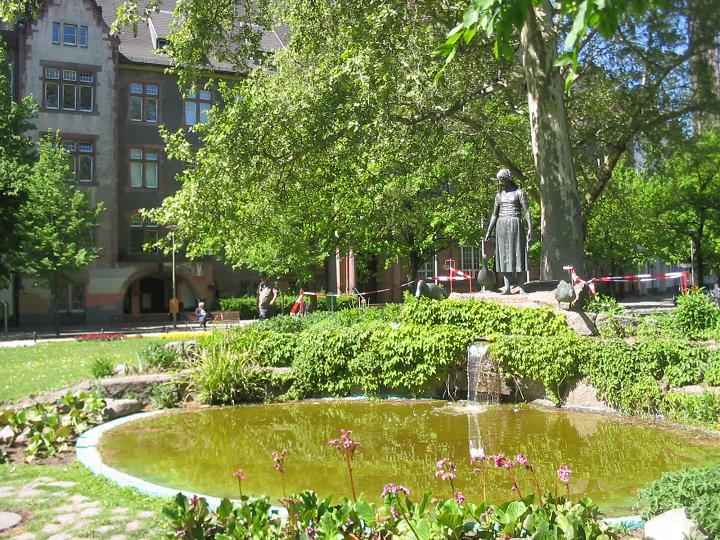
Vue de la fontaine de la Gänseliesel de Berlin-Wilmersdorf

Celle de Wilmersdorf à Berlin est l'œuvre de Cuno von Uechtritz-Steinkirch et représente une jeune fille pensive menant ses oies. Son image se reflète dans le bassin à ses pieds qui se trouve au milieu d'une pelouse et de plates-bandes de fleurs de la Nikolsburger Platz.

## Autres fontaines de Lison

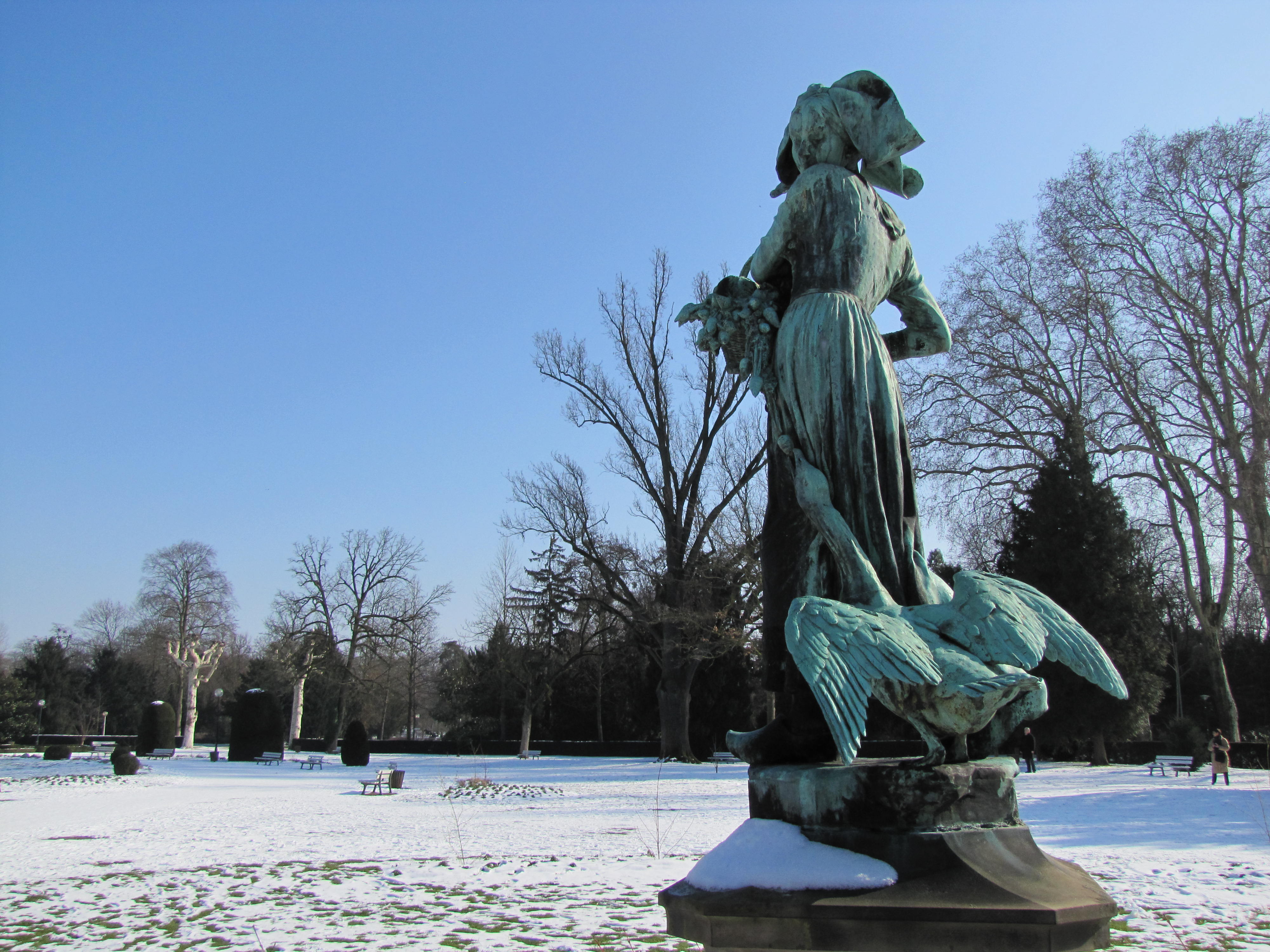
La Gänseliesel de Strasbourg
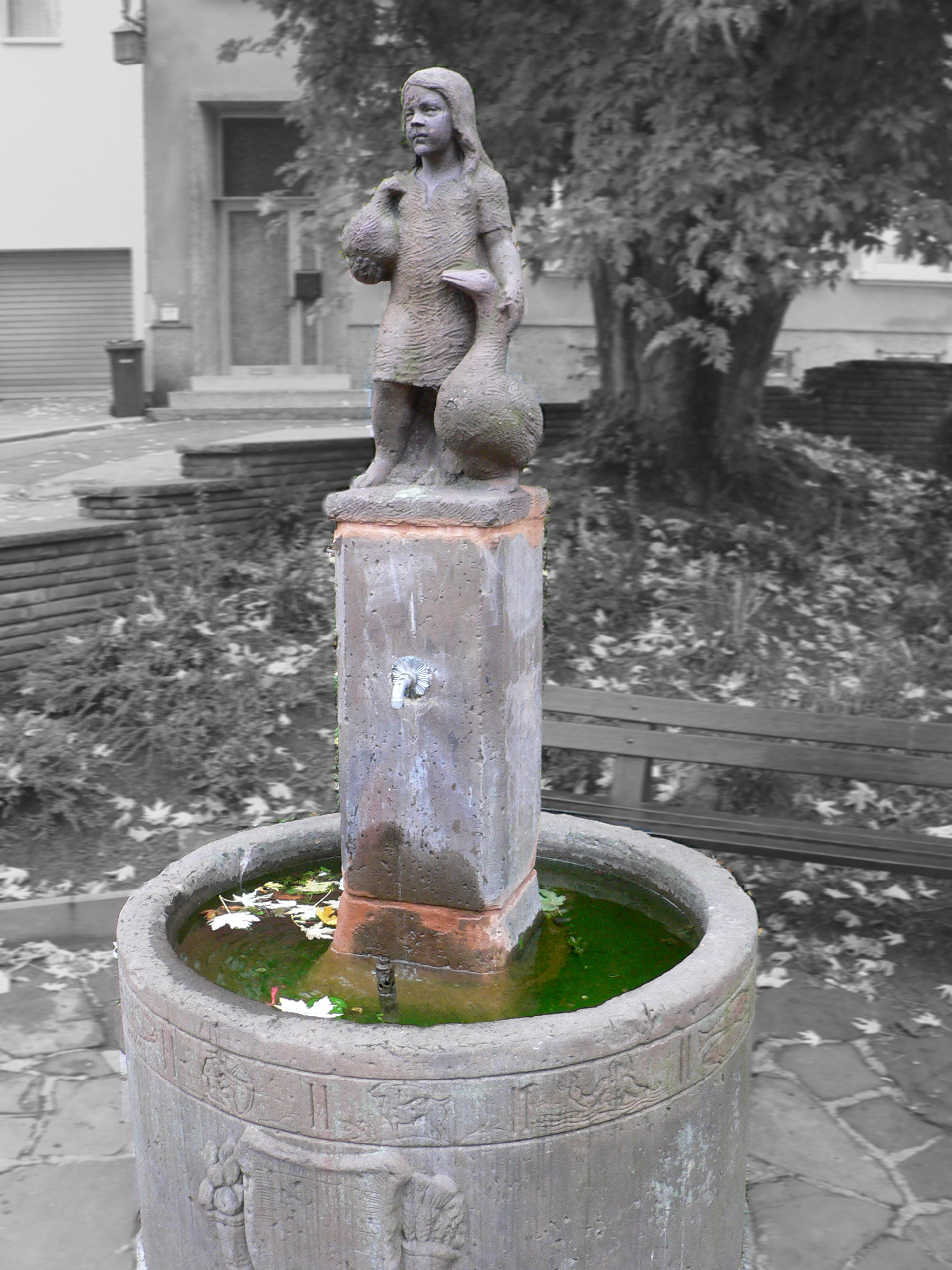
La Gänseliesel de Spiesen
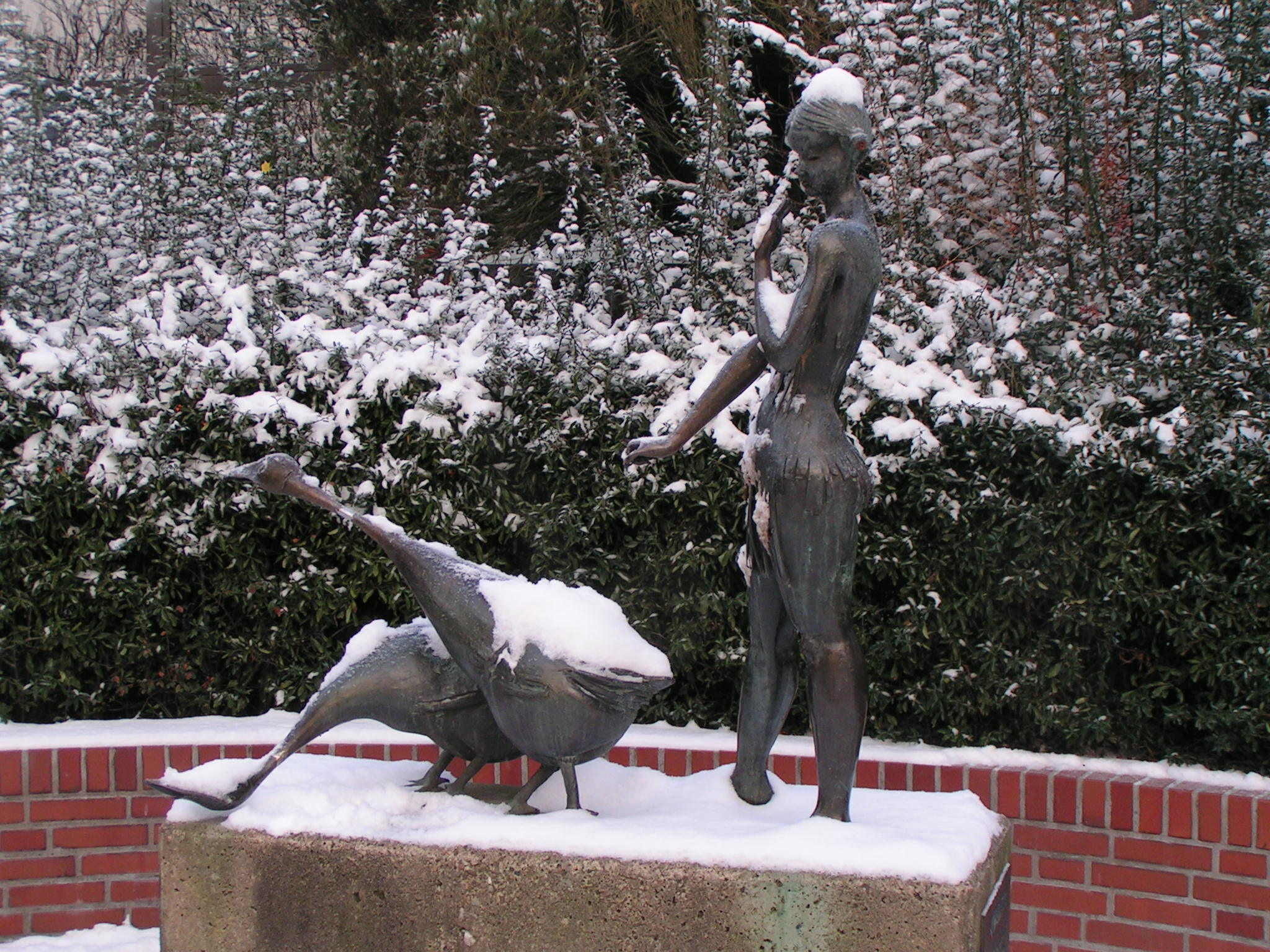
La Gänseliesel de Lohne
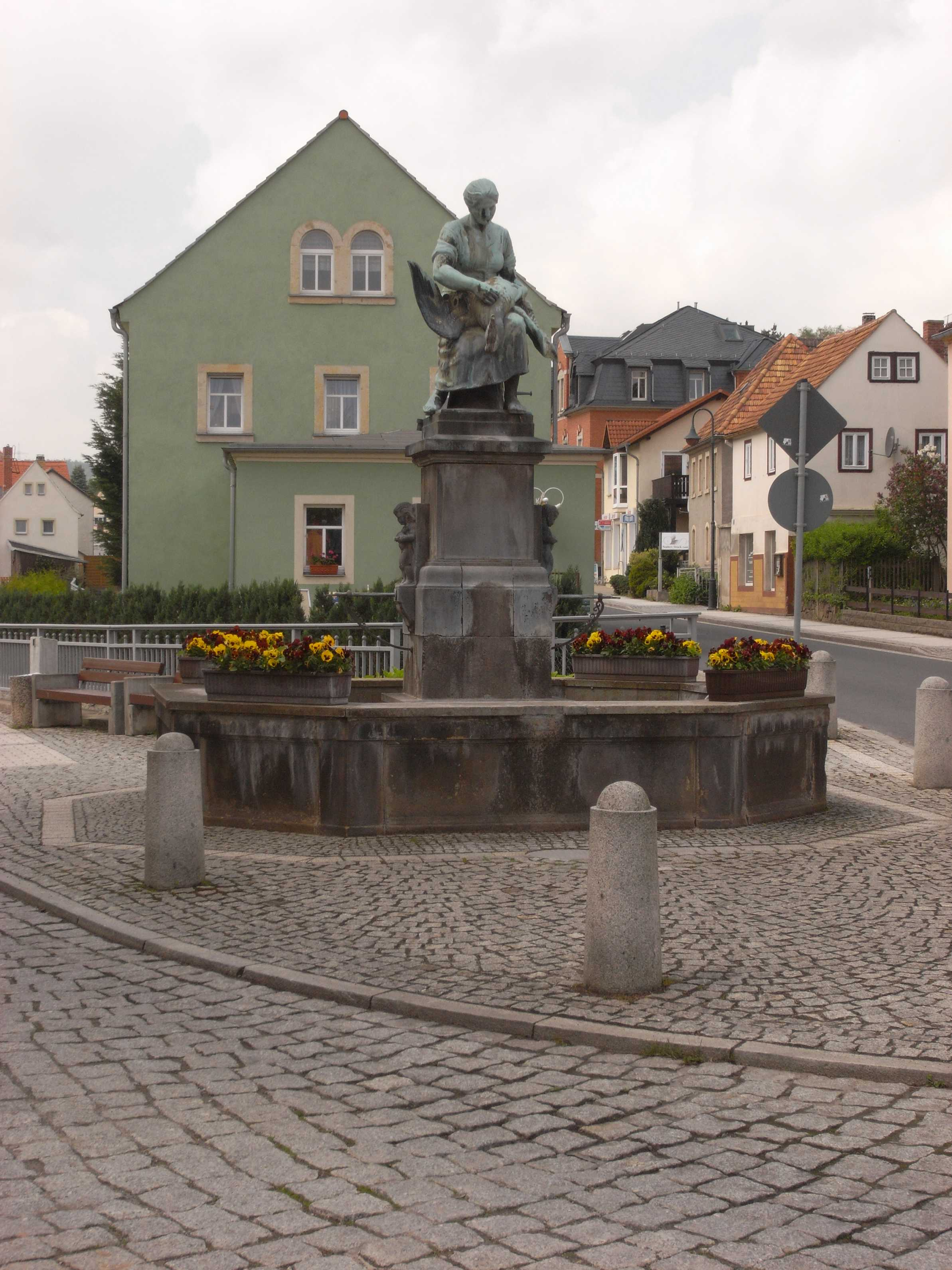
La Gänseliesel de Kreischa

- Bad Pyrmont: fontaine
- Kreischa (Saxe): fontaine
- Lohne (Oldenbourg): sculpture moderne de Hans Gerd Ruwe (bronze), devant la Kettelerschule
- Spiesen (Sarre): petite fontaine
- Strasbourg (Alsace): Gänseliesel  par Albert Schultz (1871-1953), dans le parc de l'Orangerie

## Notes

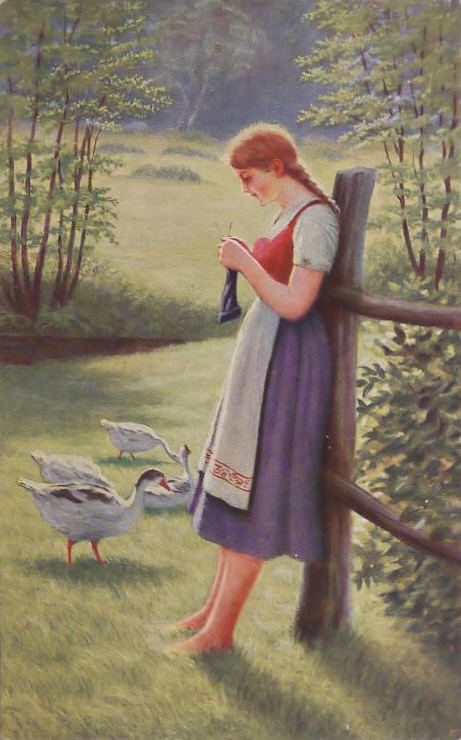
Tableau d'Adolf Hering (1863-1932), la Gänseliesel